# Giuseppe Paladino
Giuseppe Paladino (Messina, 1721 – Messina, 3 gennaio 1794) è stato un pittore italiano.

## Biografia
Nipote del pittore messinese Letterio Paladino (1691-1743), da cui apprese i primi rudimenti dell'arte.  Il cognome Paladino, presente nella più antica biografia, sembra preferibile al cognome Paladini che è posteriore.

### A Roma
Si trasferì a Roma, per completare il suo apprendistato alla scuola di Sebastiano Conca. La sera frequentava i corsi del nudo all'Accademia di San Luca e fu lì notato dal cardinale Enrico Benedetto Stuart di York che acquistò suoi disegni, ad un prezzo altissimo per un allievo. All'Accademia, Giuseppe Paladino ottenne il premio della medaglia d'oro. Nel 1743 il contagio della peste, che flagellò Messina, estinse tutta la sua famiglia. Morì anche lo zio Letterio. Giuseppe Paladino non si sposò.
A Roma dipinse il Martirio di Santa Caterina d'Alessandria che è nella chiesa della Santissima Trinità degli Spagnoli, in via Condotti. Evidente è il rapporto con la pittura barocca spagnola, in particolare con Antonio González Velázquez; ma Paladino risente anche di Corrado Giaquinto (1703-1765), pittore di Molfetta, e anche del romano Marco Benefial (1684-1764), che per la stessa chiesa dipinse il Martirio di Santa Agnese e che si riferiva al classicismo bolognese dei Carracci.

### A Messina
Nel 1772 affrescò la chiesa di Santa Maria di Lampedusa, vicina a Porta Nuova, rappresentando nella volta La caduta dei demoni e sulle pareti Storie di Giuseppe, il L'Arca e la Sommersione del Faraone. Nella chiesa dell'Annunziata dei Teatini, nel 1791 affrescò la tribuna e l'abside. Tutti questi affreschi scomparvero per il terremoto di Messina del 1908. Affrescò in San Gregorio il coro delle monache con il Trionfo della Croce e la tribuna. La chiesa, dopo il terremoto, fu abbattuta.
Paladino affrescò anche la volta dell'oratorio dei Bianchi, nel 1791. A San Giovanni Gerosolomitano dipinse ad olio, nel 1772 San Spiridione, Santa Maria Maddalena e altri santi, e nel 1786 Sant'Egidio. Nella chiesa dello Spirito Santo dipinse due ovali, con la Morte di San Bernardo e Arrivo in cielo di San Bernardo. Dipinse un San Camillo nella chiesa dei Crociferi.

### Altre opere
Nella Cattedrale di Norcia si conserva il suo dipinto San Vincenzo Ferreri.
Nel Museo diocesano di Reggio Calabria c'è una medaglia d'oro onorifica, offerta al pittore Vincenzo Cannizzaro, che è chiusa in una cornice d'oro inghirlandata, opera dell'orefice Simone Arena, su disegno di Giuseppe Paladino (1768).
Alla mostra Il Settecento a Roma fu esposto il bozzetto del Martirio di Santa Caterina d'Alessandria, in collezione privata.